# Kimnyak
Kimnyak (auch Kimnyaki) ist ein Verwaltungsbezirk (Ward) des Distrikts Arusha DC in der tansanischen Region Arusha.

## Geografie
Kimnyak liegt im Norden von Tansania etwa 6 Kilometer nördlich des Zentrums von Arusha. Der Bezirk grenzt im Norden an den Bezirk Olmotonyi, im Nordosten an Sambasha, im Osten an Ilkiding'a, im Süden an Kiranyi und Tarakwa und im Westen an Olirien.
Kimnyak hat eine Fläche von 7,9 Quadratkilometern. Bei der Volkszählung 2022 lebten hier 16.332 Menschen in 3758 Haushalten.

## Gliederung
Der Bezirk besteht aus drei Gemeinden (Mtaa) mit zwölf Orten (Kitongoji):
| Olmringaringa - Saiboku - Shule - Josho - Melembuki | Olovolos - Maendeleo - Wataalam - Vitendo - Juhudi | Kimnyaki - Lekako - Loinepunye - Wavii - Mitaroni |

## Wirtschaft und Infrastruktur
- Bildung: Die Kimnyaki Secondary School ist eine staatliche Schule für Burschen und Mädchen mit einer Ausbildung bis zur 4. Stufe.[8]
- Gesundheit: Im Bezirk liegen zwei Apotheken, eine öffentliche[9] und eine private.[10]
- Wasser: In Kimnyak befindet sich eine Quelle, die stündlich 300.000 Liter Wasser für Arusha liefert.[11]